# Maništušu
Maništušu (Manischtuschu) war von 2299 bis 2284 v. Chr. (mittlere Chronologie) bzw. 2235 bis 2220 v. Chr. (kurze Chronologie) König von Akkad und der Sohn von Sargon von Akkad und Tašlultum.

## Datierung
Bisher wurde angenommen, dass Rimuš, der jüngere Bruder, zuerst herrschte. Eine ältere Königsliste, die ca. 2003 veröffentlicht wurde, macht eine umgekehrte Reihenfolge sehr wahrscheinlich. Die Nennung von, unter Rimuš eingeführten, genauen Zahlen der Getöteten und Gefangenen von Naram-Sin spricht ebenfalls dafür, da unter Maništušu solche Erwähnungen fehlen. Die Datierungen der Regierungszeiten tragen der neuen Erkenntnis Rechnung.

## Geschichte

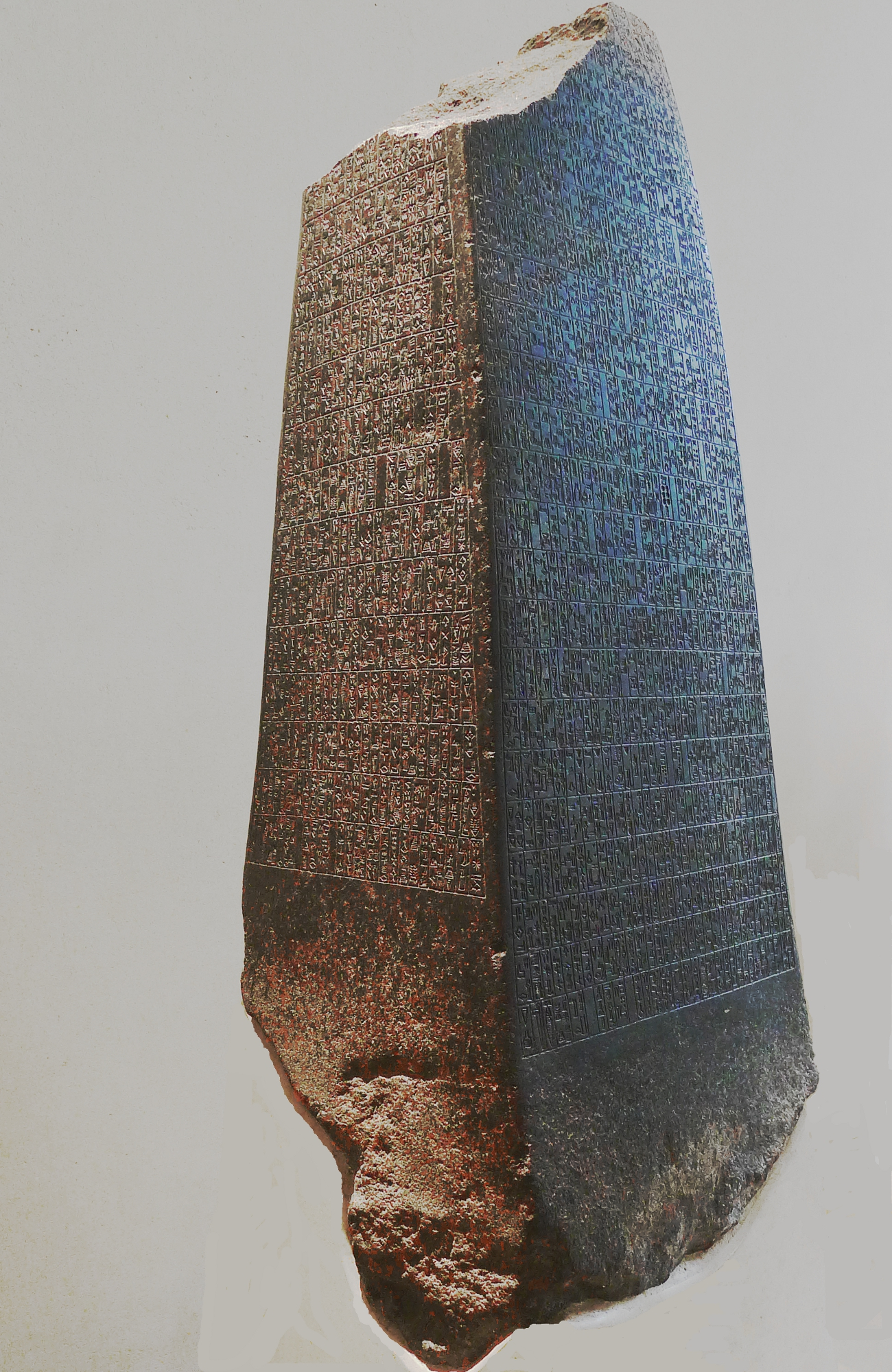
Manischtuschu-Obelisk im Louvre, datierend auf 2270 v. Chr.

Der Machtbereich von Akkad erstreckte sich zu seiner Zeit bis Aššur und Ninive, wo er nach Aussage von Šamši-Adad I. den Ischtar-Tempel erbauen ließ.
Bislang ist Maništušu der einzig belegte König, der Magan im Zusammenhang eines Feldzugs betrat und dort gegen eine Allianz von „Herren aus 32 Städten“ kämpfte. Er rückte mit seinem Heer bis zum „Edelmetallstollen“ vor und ließ anschließend sein Standbild aus „schwarzem Stein“ anfertigen. Die Gründe solcher Expeditionen waren die Beschaffung von Rohstoffen. Von der Magan gegenüberliegenden Küste wurde schwarzer Stein (ähnlich dem Diorit) eingeführt, da dieser Stein vornehmlich für die Anfertigung von Kultstatuen und Kultobjekten benötigt wurde. Aus diesem Material wurde auch eine dem Gott Enlil gewidmete Statue hergestellt.
Bekanntestes Bauwerk von Maništušu ist der nach ihm benannte Obelisk mit einer Inschrift, die den Ankauf von acht Parzellen Land mit insgesamt 3430 Hektar für 7,5 Talenten Silber im nördlichen Babylonien dokumentiert. Grund solcher Käufe war die Notwendigkeit, Angehörige des Militärs mit Land zu belohnen und so die Kampfmoral zu steigern. Derartige Landkäufe verursachten aber immer wieder zahlreiche Aufstände während der akkadischen Herrschaft. Es verwundert daher nicht, dass seine Herrschaft ein gewaltsames Ende fand, ein Schicksal, das auch seinen Bruder Rimuš und Nachfolger ereilen sollte.